# Tugoj uzel
Tugoj uzel (russisk: Тугой узел) er en sovjetisk spillefilm fra 1956 af Mikhail Sjvejtser.

## Medvirkende
- Oleg Tabakov som Sasja Komelev
- Viktor Avdjusjko som Pavel Mansurov
- Nikolaj Sergejev som Ignat Gmyzin
- Ivan Pereverzev
- Vladimir Jemeljanov